# Temnodachrys
Temnodachrys là một chi bọ cánh cứng trong họ Chrysomelidae.
Chi này được miêu tả khoa học năm 1951 bởi Monros.

## Các loài
Chi này gồm các loài:
- Temnodachrys neffi Moldenke, 1981